# Zwarte Zeekustlinie

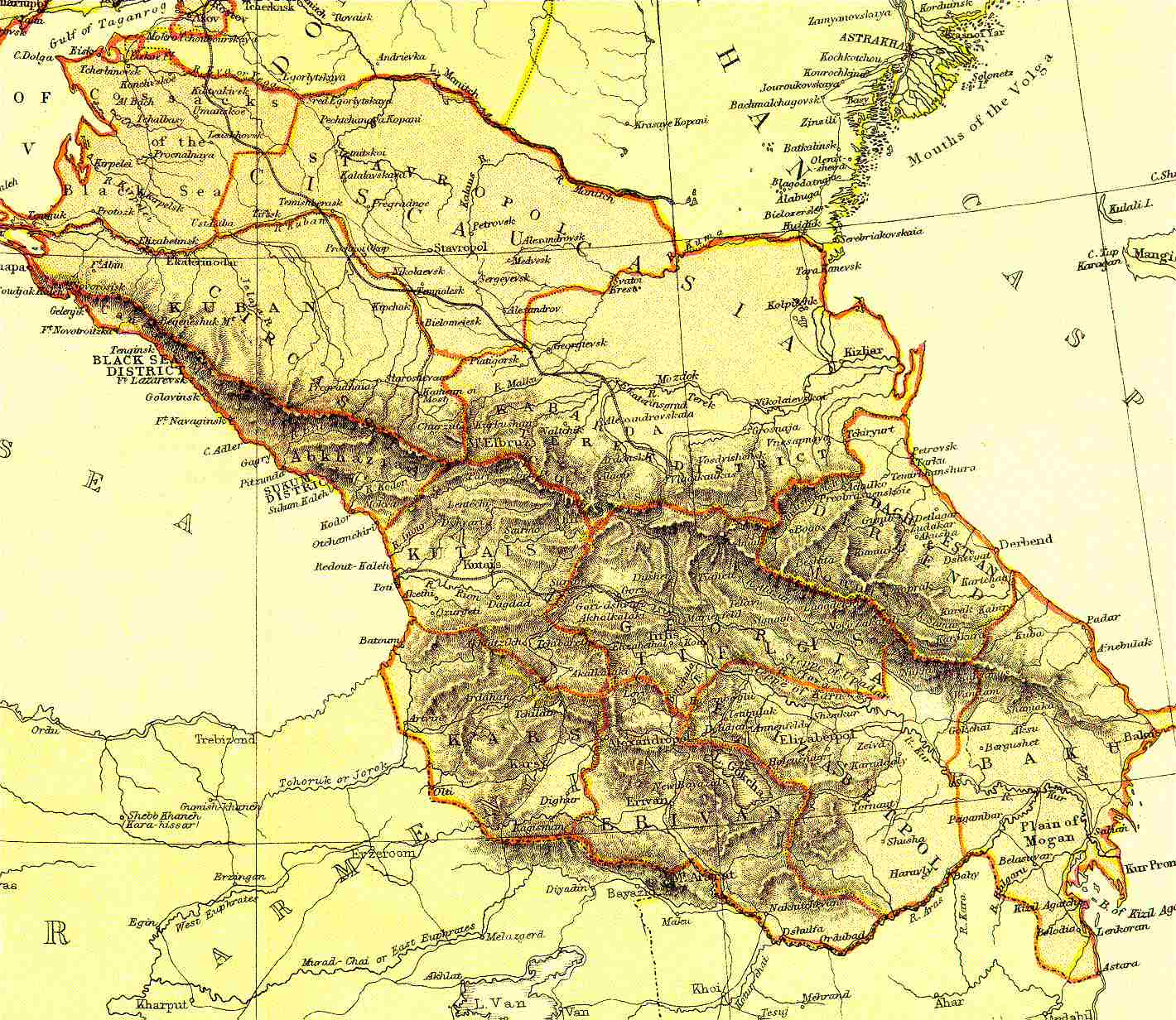
De Kaukasus in 1882. Links de Zwarte Zee. Russische forten zijn aangeduid met Ft.

De Zwarte Zeekustlinie (Russisch: Черноморская береговая линия; Tsjernomorskaja beregovaja linija) was een verdedigingslinie in de eerste helft van de 19e eeuw van versterkingen en forten van het Russische Rijk langs de oostkust van de Zwarte Zee tussen Anapa en de grens met het Ottomaanse Rijk die bevoorrading van de Adygeeërs, Kabardijnen en Tsjerkessen en andere bergvolken met eten en militair materieel door buitenlandse mogendheden moest voorkomen. De bouw werd gestart in 1830 en de linie werd door de Russen opgeblazen in 1854 in de Krimoorlog.

## Voorgeschiedenis
Het noordelijke deel van de oostkust van de Zwarte Zee was in handen gekomen van de Russen na de Achtste Russisch-Turkse oorlog bij het Verdrag van Adrianopel, waarbij Rusland onder andere het gebied tussen de rivier de Koeban en het fort Nikolajevsk (tussen Poti en Batoemi kreeg. De tsaristische troepen waren echter alleen de baas in de laaglanden. De lokale bewoners en bergbewoners wensten zich echter niet neer te leggen bij dit verdrag, omdat ze zowel de Russen als de Ottomanen als overheersers zagen en het verdrag niet erkenden. De Russen voerden met hen de Kaukasusoorlog van 1817 tot 1864.
Nadat tevergeefs met handel en geschenken geprobeerd was de bevolking uit de bergen te overreden om zich bij het Russische Rijk te voegen, ondernamen de Russische autoriteiten stappen om het gebied gewapenderhand onder het bestuur van de Russische tsaren te krijgen. In de berggebieden woedde de strijd om de heerschappij met de semi-islamitische (vaak werd de islam vermengd met de eigen natuurgodsdiensten) bergbevolkingen die onder leiding van sjeik Mansoer en Ghazi Mollah een gewapende jihad (heilige oorlog) waren begonnen tegen de Russische bezetting. De Russen begonnen in de jaren 30 van de 19e eeuw met het verjagen van de bevolking uit de bergen naar de lager gelegen gebieden, waar zij ze beter konden controleren. Dit deden ze onder andere door de bergbevolking te bestoken met kanonnen en door grote lijnen te spannen langs de rivieren de Koeban en de Terek. De Ottomanen steunden de bergbevolkingen met wapens en voorraden en ook Europese mogendheden als Engeland, Frankrijk en Polen begonnen de bergbevolking te steunen, omdat ze wilden voorkomen dat Rusland tijdens de Grote Oosterse Kwestie te veel land zou winnen op het vervallende Ottomaanse Rijk.

## Bouw en problemen
De Russen zouden om de toevoer te doen verminderen een linie moeten bouwen dat de hele zeekust kon overzien. Dit was echter een zeer prijzige zaak vanwege de grote hoeveelheid werk en materiaal die hiervoor was benodigd. Maar omdat men ook wel zag dat de Turken hun claims op het gebied niet opgaven en dat de buitenlandse mogendheden zich met het conflict begonnen te bemoeien ten gunste van het Ottomaanse Rijk, werd de noodzaak voor een goede verdediging duidelijk. Tsaar Nikolaas I gaf daarop opdracht een verdedigingslinie te bouwen om de Kaukasus onder Russische controle te houden. Onder leiding van generaal Nikolaj Rajevski werd begonnen met bouwen van de linie. De linie werd door onvoldoende inzicht echter voor een groot deel verkeerd gestructureerd: er werden forten op plaatsen gebouwd die geen strategische positie hadden en sommige forten en garnizoenen waren volstrekt niet berekend op aanvallen, maar dienden puur om strafacties uit te voeren tegen de lokale bevolking om daarmee de angst onder de bevolking te handhaven. Veel van de forten waren bovendien slecht geconstrueerd en de uitrusting van de woonverblijven was verre van comfortabel. Russische militaire officieren uit andere delen van Rusland, die erheen werden gestuurd om de forten te bemannen, sloegen soms de raad van lokale veteranen over de regionale omstandigheden in de lucht en handelden gewoon volgens de toen geldende militaire regels, waardoor er nog meer problemen ontstonden met de lokale bevolkingen.
In 1830 werden de eerste forten gesticht: Bambora (bij Goedaoeta in Abchazië), Gagra en Pitsoenda. Veel van de forten werden pas na zware gevechten met de bergbevolking gesticht, waarbij vele doden vielen. Vooral de Zwarte Zeevloot speelde een belangrijke rol bij het stichten van de forten. In 1839 werd de linie "officieel" geopend en kreeg de status van provincie. Rajevski werd aangesteld tot hoofd over de linie. Vanuit hier werden de bergbevolkingen onderworpen aan de Russen.
Om de verdedigingslinie te verbinden met Russische versterkingen ten noorden daarvan werd in 1834 een weg aangelegd door generaal Veljaminov van de Olginskversterking aan de Koebanrivier via de kruising van Aderbijevsk naar de versterking Gelendzjik, die in 1831 was gesticht. Deze weg werd in enkele maanden aangelegd. Dwars door het bos en langs de weg werden nog twee forten gesticht: Abinsk en Nikolajevsk (nu het dorpje Sjapsoegskaja). Gelendzjik werd gebruikt als haven voor een gedeelte van de Russische Zwarte Zeevloot, die onder andere de kust moest bewaken. De meeste forten werden pas vanaf 1836 gebouwd. In dat jaar werd ten noordwesten van Gelendzjik het fort Aleksandria gebouwd, dat later werd vernoemd naar het Russische "Kabardijnenregiment" aldaar, Kabardinka. Ten noorden van Anapa ontstonden de eerste nederzettingen van de Koeban-Kozakken: Blagovenskaja en Anapskaja (nu satellietstad van Anapa). Veljaminov stichtte in 1837 aan de monding van de rivier de Psjada het fort Novotroitsk en aan de monding van de rivier de Voelan het fort Michajlovsk. Generaal Rozen voer in hetzelfde jaar naar Adler en zette daar een amfibisch leger aan land om het fort Doecha te stichten aan de monding van de rivier de Mzymta. In 1838 werden er nog 5 forten gebouwd:
- Navaginsk (nu Sotsji) aan de monding van de Sotsji op 21 april
- Veljaminovsk (nu Toeapse) aan de monding van de Toeapse op 22 mei
- Tenginsk (nu Dzjoebra) aan de monding van de Sjapsoecho op 11 juli
- Novorossiejsk tussen de forten Anapa en Gelendzjik op 12 september
- Voelansk ten noorden van de forten Tenginsk en Veljaminovsk aan de monding van de rivier de Voelan.

Voelansk werd al in 1839 weer vernietigd doordat, toen een gezamenlijk leger van Turken en Oebychen het aanvielen en dreigde te veroveren, het Russische garnizoen het samen met zichzelf en de vijand de lucht in blies (nu de plaats Archipo-Osipovka).
In 1839 werd in de lange strook onverdedigd land tussen Veljaminovsk en Navaginsk (Toeapse en Sotsji) voorzien van versterkingen: op 12 april 1839 werd door generaal Rajevski aan de mond van de rivier de Soebasj (nu Golovinka) het fort Golovinsk gesticht (nu Golovinka) en na het voltooien van dit fort werd op 12 juli ten noordwesten daarvan aan de monding van de rivier Psezoeapse het fort Lazarevsk gesticht (nu Lazarevskoje). Op 18 oktober bouwde een gedeelte van zijn leger ten slotte het fort Rajevsk aan de rivier de Meskaga tussen de forten Anapa en Novorossiejsk. Hiermee was de Zwarte Zeelinie voltooid.
De Russen eisten vervolgens dat alle schepen die over de Zwarte Zee naar de Kaukasus wilden zich moesten melden bij een douanepost in een van de forten en verklaarden dat schepen die zich hier niet aan hielden, onder de Russische wet kwamen te vallen. De lokale bevolking werd door deze zeeblokkade volledig afgesloten van hun handelsroutes. De Turken ontdekten echter dat smokkel met de bevolking lucratief was en stuurden daarom constant schepen met "smokkelwaar" naar de bergbevolking, waarbij wel werd gezegd dat ook al werden negen van de tien schepen onderschept door de Russen, de winst van het tiende schip alle verliezen compenseerde. De Russische zeilschepen van de Zwarte Zeevloot konden echter maar weinig uithalen tegen de Turken, omdat de Turkse schepen onder bescherming van de kust konden varen en de Russische schepen open zee nodig hadden om voldoende wind te vangen. Bovendien bood de kust voldoende verstopplaatsen voor de Turkse smokkelaars.

### Honger en ziekten
In Rusland stond het gebied toen bekend als "het warme Siberië", maar het was een gevaarlijk oord voor de Russische soldaten. De linie bestond uit geïsoleerde forten zonder wegverbindingen of andere vormen van infrastructuur. Het binnenland was in handen van de opstandige volkeren en dus was de enige manier van vervoer per boot over de Zwarte Zee. De forten werden slechts driemaal per jaar voorzien van voedsel en vaak was er dan ook honger onder de soldaten. Er was een gebrek aan vlees, groenten en andere soorten voedsel. Verder waren de Russische soldaten niet opgewassen tegen de ziekten die er heersten en er vielen dan ook vele doden. Volgens een dokter stierf destijds gemiddeld een tiende van de garnizoenen en bij sommige forten lag de sterfte zo hoog dat al na drie tot vier jaar de complete bemanning was vervangen, of zoals de dokter zei: "was uitgestorven". Met name de situatie in het fort van Gagra was extreem slecht. Een soldaat schreef in een brief dat daar meer dan anderhalve 'set' soldaten overleed aan scheurbuik en malaria per jaar.

### Einde van de linie
Langzamerhand begon men door te krijgen dat om het gebied werkelijk in bezit te krijgen er "vreedzame nederzettingen" moesten komen om het land te koloniseren. In Rusland werden echter weinigen aangetrokken tot een dergelijk oorlogsgebied, waar alleen met zeer veel militair materieel een bestaan op kon worden gebouwd en waar men alsnog constant het gevaar liep om gedood te worden door de bergbevolking of door ziekten. Fort Gelendzjik had na de vestiging in 1834 alle dorpen van lokale inwoners gedwongen laten verplaatsen naar het binnenland en kreeg hierna geen aanvallen meer te verduren. In de jaren 40 begon daarop de eerste vreedzame handel te ontstaan met de lokale bevolking en werd het een handelspost die handel dreef met de Adygeeërs. Rajevski eiste van de militaire officieren in de forten en versterkingen dat geprobeerd werd om de lokale bevolking zo vriendelijk mogelijk te benaderen om hen gunstig te stemmen. In Gelendzjik werden zelfs Adygeeërs verpleegd in het ziekenhuis daar, om te laten zien dat men van goede wil was.
Van februari tot april 1840 werden bij massale aanvallen van de bergbevolkingen de forten Lazarevsk, Veljaminovsk, Nikolajevsk en Michailovsk vernietigd. Deze werden echter in tegenstelling tot Voelansk wel herbouwd. De Russische militaire top was in het geheel niet tevreden over de linie en de manier waarop de bergbewoners werden onderworpen en Rajevski werd daarop in 1840 afgezet.
De strijd met de bergbevolkingen was echter nog niet voorbij. Onder leiding van imam Sjamil werd de Russen een aantal grote nederlagen toegebracht in de jaren 50 van de 19e eeuw, voordat Sjamil uiteindelijk werd gearresteerd in 1859.
Toen de Krimoorlog uitbrak in 1853 werd het Russische Rijk echter geconfronteerd met grootscheepse aanvallen, waarbij onder andere de haven Sebastopol op de Krim werd veroverd. De Russische leiding beschouwde de Zwarte Zeekustlinie als te kwetsbaar en de bevoorrading in een dergelijke oorlogssituatie als te moeilijk en alle forten werden daarop in 1854 uit voorzorg door de Russen opgeblazen en de Russische garnizoenen trokken zich terug naar de rivier Koeban. Anapa en Novorossiejsk werden in eerste instantie niet opgeblazen, maar na aanvallen werden ook deze forten ontruimd en opgeblazen.

### Verdere geschiedenis
Na de oorlog werd het gebied geleidelijk weer terugveroverd op het Ottomaanse Rijk en werd een aantal forten, soms onder andere namen, weer opgebouwd. De bergbevolking werd nu voor de keuze gesteld: ofwel vertrekken naar de laaglanden of vrijwillig emigreren naar het Ottomaanse Rijk. Waarschijnlijk verlieten daarop ongeveer 600.000 bergbewoners vaak onder erbarmelijke omstandigheden de noordelijke Kaukasus om een nieuw bestaan op te bouwen in het Ottomaanse Rijk. Dit had als consequentie dat het gebied makkelijker te verdedigen werd voor de Russen en langzamerhand ontstonden de eerste nederzettingen bij de forten. Omdat de meeste Russen niet erg aangelokt werden door het gebied, waren het vooral de kozakken (met name Don-Kozakken) die zich hier in eerste instantie vestigden. Overigens bevonden zich onder de emigranten ook ongeveer 100.000 Tsjetsjenen, die zich na het einde van de negende Russisch-Turkse oorlog echter opnieuw vestigden in Tsjetsjenië omdat ze heimwee hadden gekregen. In 1866, twee jaar na de beëindiging van de Grote Kaukasische Oorlog, werd het gebied bestuurlijk ondergebracht in de Zwarte Zee-okroeg (Черноморский округ) en in 1896 in het gouvernement Zwarte Zee. Toen de Russen het binnenland grotendeels onder controle hadden en de eerste kuuroorden ontstonden langs de kust, begon de bevolking uiteindelijk toch snel toe te nemen.